# Escarabat rinoceront
Els escarabats rinoceront són diverses espècies de coleòpters de la superfamília dels escarabeoïdeus que tenen una banya al front, especialment desenvolupada en els mascles, que l'usen per a lluites territorials i d'aparellament.
Tal és el cas de nombroses espècie de dinàstids (subfamília Dynastinae), dues de les quals viuen a Catalunya: Oryctes nasicornis i Phyllognatus excavatus, totes dues de mida gran, de color marronós i èlitres llisos, la segona un xic més petita; s'alimenten de fusta podrida i detrits vegetals en descomposició.
Unes altres espècies del nostre país amb una prominent banya al front són Copris lunaris i Copris hispanus, que són de color negre i èlitres estriats, i s'alimenten d'excrements (coprofàgia); pertanyen a la subfamília Scarabaeinae i, per tant, no guarden relació amb les anteriors.

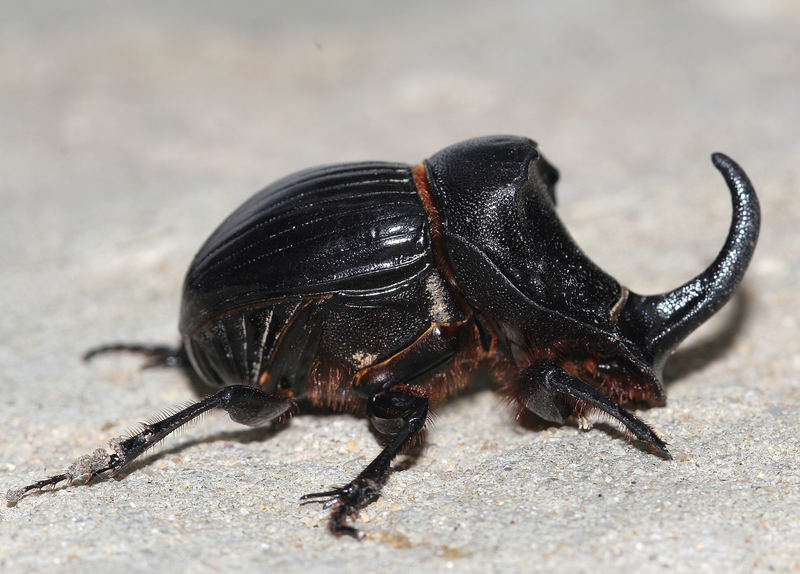
Copris hispanus
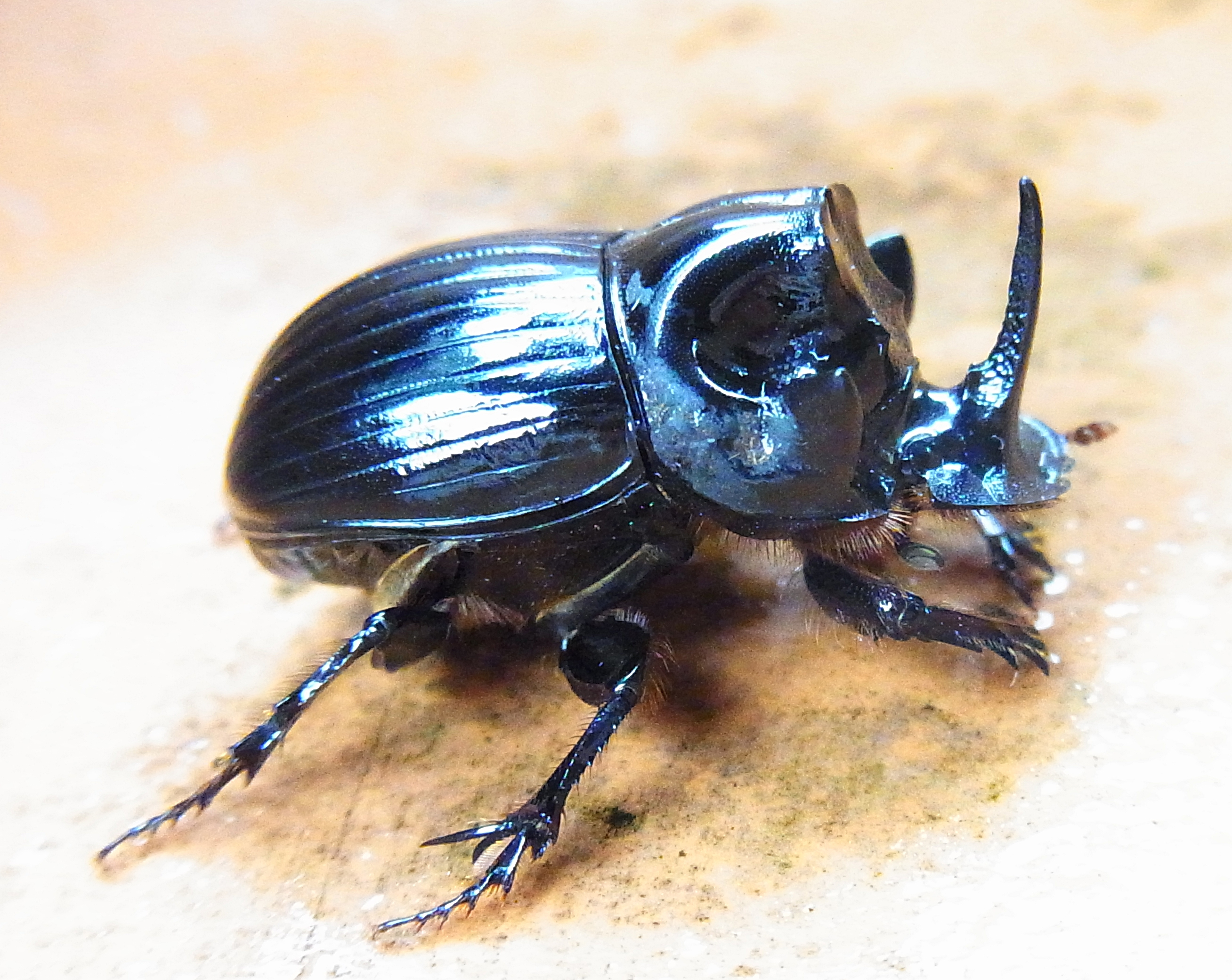
Copris lunaris
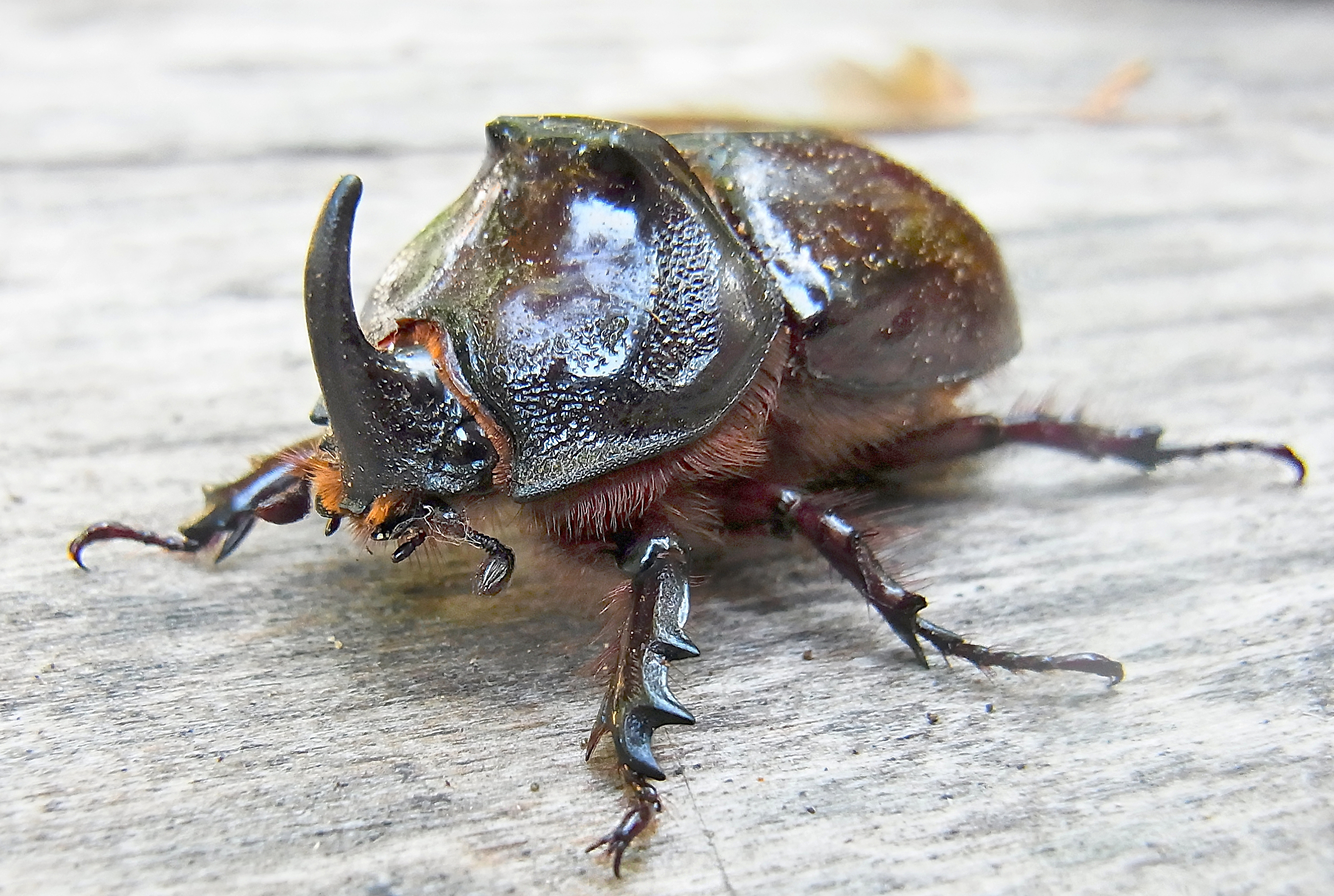
Oryctes nasicornis
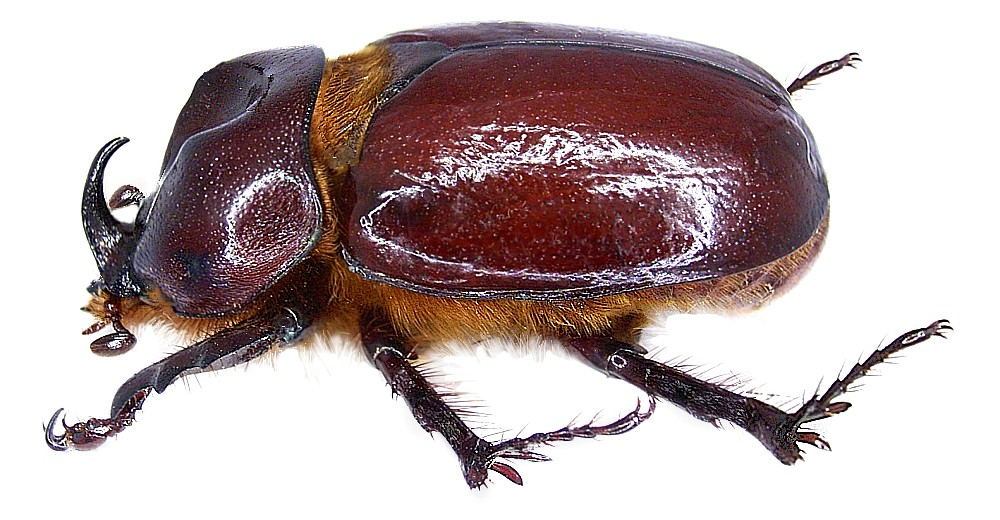
Phyllognathus excavatus
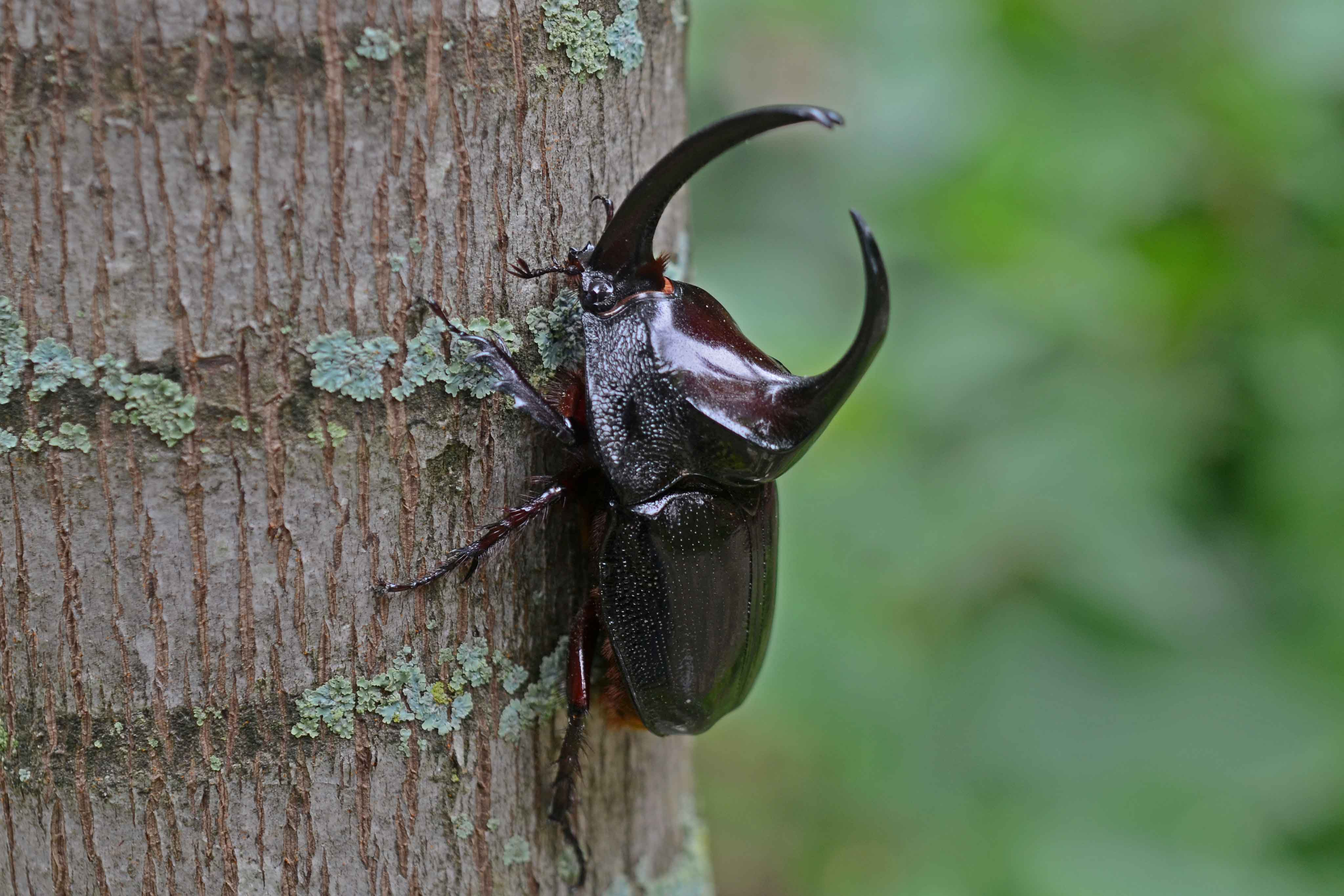
Enema pan, un espectacular escarabat rinoceront tropical